# La cerveza
La cerveza là một loài bướm đêm trong họ Crambidae.